# L'Étoile du Sud
Pour l’article homonyme, voir L'Étoile du sud (film).
L'Étoile du Sud est un roman d'aventures de Paschal Grousset, vendu à l'éditeur Hetzel, puis remanié et signé par Jules Verne. L'œuvre est publiée en 1884.

## Historique

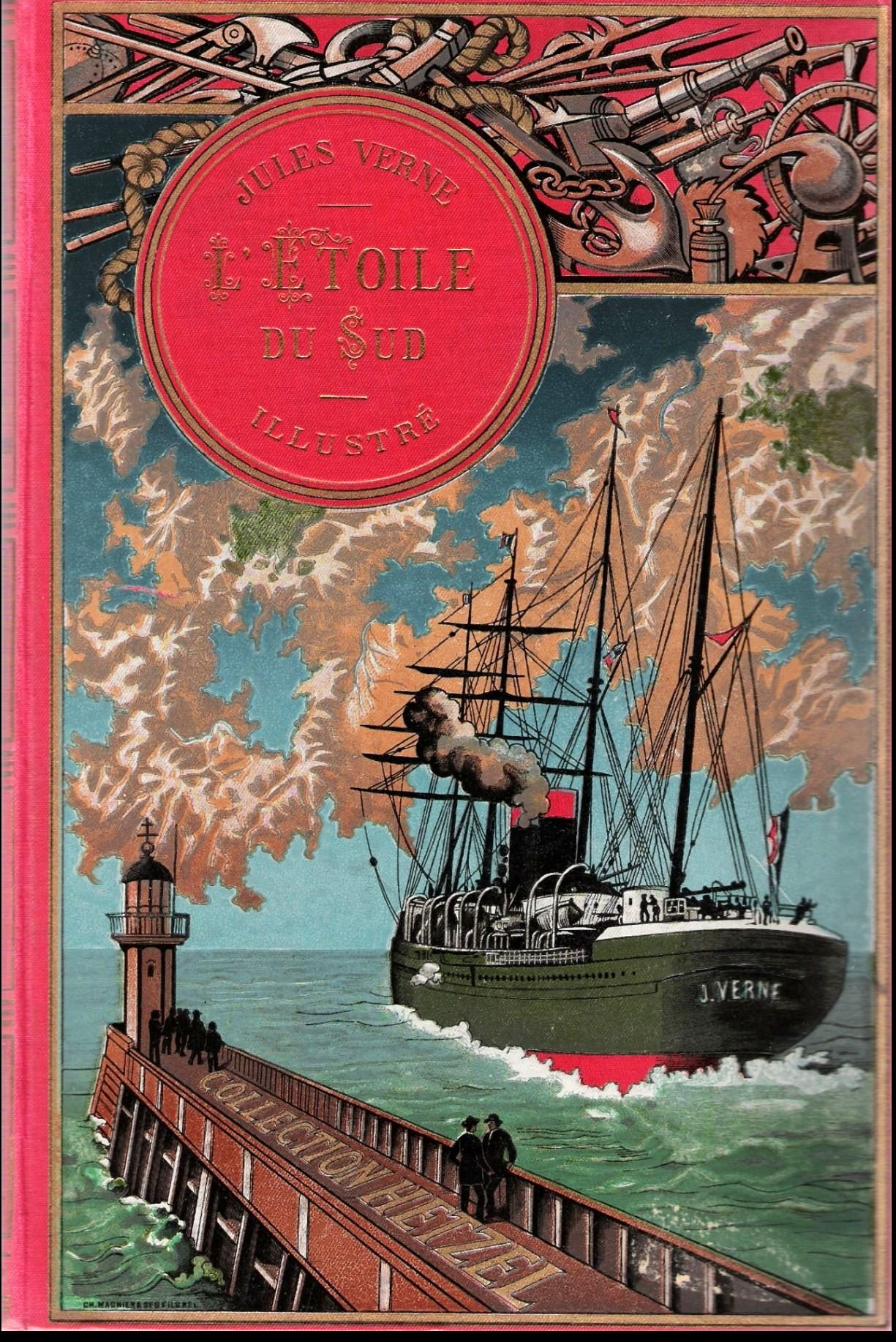
Couverture de L'Étoile du Sud de 1895.

Le manuscrit original du roman a été acheté par la ville de Nantes le 10 octobre 2014. Intitulé L’Étoile du Sud, Aventures au pays des diamants, daté de février 1881, il est signé Philippe Daryl et est adressé de Londres à Pierre-Jules Hetzel.
Grousset rédige son roman en juillet 1880. Il est alors nommé Le Diamant bleu puis, en 1881, prend le titre de L’Étoile du Nord noire sur papier gris-bleu. Il contient 228 pages et 22 chapitres, alors que la version réécrite par Jules Verne en contiendra 24. Son titre définitif est établi le 18 mars 1881.
Hetzel achète le manuscrit en 1883 et, dès le 6 juillet 1883, Jules Verne lui envoie les premiers chapitres modifiés.
L'Étoile du Sud paraît d'abord sous forme de feuilleton dans le Magasin d'éducation et de récréation du 1er janvier au 15 octobre 1884, puis en édition grand format in octavo la même année chez Hetzel.

### Changements
Jules Verne effectue plusieurs changements :
- Deux chapitres ajoutés, quatre titres supprimés mais six ajoutés.
- Alison Watkins devient Alice Watkins.
- Thomas Hopkins devient Thomas Steel.
- Un personnage ajouté : Bardik, le second Cafre.
- Deux longs passages supprimés portant sur la fabrication de l’aluminium.

## Résumé
L'action se déroule au Griqualand en Afrique du Sud où l'ingénieur minier Cyprien Méré mène des études de chimie organique sur les gisements diamantifères. Le héros veut épouser Miss Alice Watkins, mais John Watkins, son père, refuse car Méré n'est pas assez riche. Méré se lance alors dans l'exploitation minière, en s'associant avec un brave quaker des États-Unis. L'exploitation minière étant en décalage avec ses études et une perte de temps quant à ses recherches scientifiques, selon sa bien-aimée, Cyprien se lance dans la confection d'un diamant artificiel avec lequel il pourra obtenir la main d'Alice. À la suite d'une expérience hasardeuse, il obtient un énorme diamant noir, surnommé « l'étoile du Sud ». Il offre ce cristal en dot à Mr. Watkins, mais la pierre disparaît peu de temps après avoir été taillée, lors d'une fête que donne ce dernier en l'honneur du joyau.
L'étoile du Sud est aussi le symbole de l'hémisphère Sud.
Quelques-uns des chercheurs de diamants qui connaissent l'origine synthétique dudit diamant craignent que cette méthode de fabrication les ruine. Lors du vol du diamant, tous les soupçons se tournent vers son domestique noir, un Cafre pour lequel il s'est pris d'affection et qu'il a éduqué à la mode européenne, qui semble être l'auteur du crime. Cyprien dément les faits, malgré la tendance cleptomaniaque de son camarade.
L'action épique du roman est constituée par la traque du Cafre à travers tout le Transvaal, Cyprien étant accompagné dans sa quête par trois rivaux qui veulent tous mettre la main sur le diamant hors de prix : le rapporter à Mr. Watkins serait la promesse de passer la bague à la main d'Alice.
En réalité, seul Cyprien aime la jeune femme d'amour, alors que ses rivaux n'ambitionnent que de faire un beau mariage, le père d'Alice étant le propriétaire exclusif des  mines diamantifères du Vandergaart-Kopje, volées à Jacobus Vandergaart par décision juridique.
Après bien des péripéties, où la nature humaine de chacun est mise en lumière à travers les épreuves, l'auteur du vol, une autruche, est finalement démasqué, La nature du diamant se révèle alors bien différente de celle que l'on croyait.

## Personnages
La liste des personnages, par ordre alphabétique du nom de famille, est la suivante :
- Bardik, jeune Cafre au service de Cyprien Méré
- Pharamond Barthès, chasseur, ami de Cyprien Méré
- Dada, autruche apprivoisée d'Alice Watkins
- Friedel, rival de Cyprien Méré dans la conquête de la main d'Alice
- James Hilton, rival de Cyprien Méré dans la conquête de la main d'Alice
- Lî, chinois, blanchisseur, ami de Cyprien Méré
- Lopèpe, chef de tribu africain
- Matakit[7], jeune Cafre pour lequel Cyprien s'est pris d'affection et qu'il éduque comme un fils
- Cyprien Méré, jeune chimiste, personnage principal du roman
- Jeanne Méré, sœur de Cyprien
- Nathan, courtier en diamant
- Annibal Pantalacci, rival de Cyprien Méré dans la conquête de la main d'Alice
- Mathis Pretorius, voisin de John Watkins
- Thomas Steel, chercheur de diamants, associé de Cyprien Méré
- Templar, cheval de Cyprien Méré
- Tonaïa, guerrier mercenaire africain
- Jacobus Vandergaart, orfèvre spolié par John Watkins
- Alice Watkins, fille de John Watkins
- John Stapleton Watkins, propriétaire (spoliateur) d'une partie du champ diamantifère

## Thèmes abordés

### La spoliation
Le thème de la spoliation, du « bien mal acquis qui ne profite jamais » et de la justice divine, récurrent dans l'ensemble des Voyages extraordinaires, est particulièrement présent dans ce récit, à l'endroit de l'orfèvre Jacobus Vandergaart, spolié de ses terres par le père d'Alice, John Watkins, qui semble avoir gagné depuis une trentaine d'années, mais voit sa situation se renverser sous l'effet d'un coup de théâtre final accidentellement provoqué par la rigueur toute scientifique de Cyprien Méré.

### La justice
Le thème corollaire est que force doit rester au droit et qu'il y a une justice, même si ce n'est que celle des hommes, toute perfectible et sujette à hésitation ; le bon droit finit toujours par triompher.

### La cupidité
Un autre grand thème vernien qui irrigue le roman est que la cupidité des hommes, basée sur la richesse matérielle, pourrait être ruinée si la rareté des biens auxquels on attache du prix venait à disparaître par une production en masse de richesse. Dans La Chasse au météore, ce thème sera repris pour dénoncer l'absurdité de la course à l'or : la météorite observée par les deux astronomes amateurs héros du récit est principalement constituée d'or, si bien que sa chute sur Terre rendrait ce métal aussi banal que de la vulgaire ferraille et ferait chuter le cours du métal d'un coup, ce dernier perdant alors son épithète de « précieux ». Dans L'Étoile du Sud, le même thème est envisagé à travers l'exemple du diamant, qui poussait, à l'époque de Jules Verne, l'Angleterre à spolier au fur et à mesure les Boers, ces colons hollandais huguenots réfugiés de la première heure, contraints à reculer toujours plus loin dans les terres intérieures et ainsi obligés de partir à la conquête du bush, pour céder le pas à la couronne britannique, qui après avoir annexé Le Cap décidait alors de s'arroger des droits sur les provinces de l'intérieur.
Cette rivalité sera d'ailleurs à l'origine de la guerre des Boers au début du XXe siècle. Jules Verne faisait ainsi œuvre de visionnaire dans ce roman publié plus de quinze ans avant le déclenchement du conflit, en prédisant qu'une telle spoliation ne se ferait pas à terme sans lutte, tant est flagrante l'injustice des méthodes utilisées par le fort au détriment du faible.
Quoi qu'il en soit, la découverte d'un procédé chimique par Cyprien Méré pour créer des diamants de synthèse permet également à Jules Verne de décliner son thème favori de « l'annihilation des richesses par une abondance » de celles-ci, rendant leur valeur toute relative et tuant la passion et l'engouement des humains pour le matérialisme.

### La responsabilité
À la fin du roman, l'auteur place les hommes devant la responsabilité de leurs actes :
« Bien des infortunes en ce monde sont ainsi mises au compte d'une malchance mystérieuse, et n'ont pour base unique, si l'on descend au fond des choses, que les actes mêmes de ceux qui les subissent ! »
— Jules Verne, en page 246 de l'édition Grandes Œuvres Hachette.

## Lectorat
Comme souvent chez Jules Verne, le roman s'adresse tout autant au jeune lectorat, qui n'y verra qu'un récit d'aventures empreint d'exotisme, d'épopée et de dépaysement, qu'à un public adulte, qui pourra lire ce récit avec une vision plus sociale, tenant compte de l'arrière-plan politique et historique.

## Une source d'inspiration
Les expériences controversées menées en 1880 par le chimiste écossais James Ballantyne Hannay pour produire un diamant de synthèse, ont semble-t-il inspiré une partie du roman. L'auteur cite nommément Hannay au chapitre 7.

## Adaptation

### Adaptation en BD
- L'Étoile du Sud a été adapté en BD en 2022 aux éditions Le Sphinx des Glaces
  - Scénario et dialogues : Marc Jakubowski.
  - Dessins : Éric Rückstühl
  - 6e titre de la collection « Jules Verne et ses Voyages ».